# 乾利一
乾 利一（いぬい りいち、1888年〈明治21年〉3月30日 - 没年不明）は、日本の官吏、会社役員。

## 経歴
大阪府人・乾亀松の長男。1915年、東京帝国大学法科大学政治学科を卒業。内務省に入る。岡山県属兼警視。岡山県和気郡長となる。北海道庁、奈良、鹿児島各県理事官、沖縄県書記官、復興局事務官を経て1936年、退官する。
中国合同電気に入り、取締役総務部長として経営の第一線に立つ。山陽中央水電、山陽商事各取締役、新見電気、久米水力電気、羽東川電気、鳥取電燈、作陽水力電気、姫路電球各監査役などをつとめる。

## 人物
1925年、家督を相続する。趣味は東洋倫理、東洋古典、俳句。宗教は仏教、融通念仏宗。住所は岡山市四番町（現・岡山市北区番町一丁目、番町二丁目、広瀬町）、東京市淀橋区（現・東京都新宿区）上落合、大阪府中河内郡南高安村（現・八尾市）。

## 家族・親族
乾家
- 父・亀松（1858年 - 1925年、恩智村会議員、高安村会議員、中河内郡会議員、衆議院議員、大阪府会議員）[8] - 大阪府中河内郡南高安村大字恩智出身[9]。
- 妻・ハナ（1895年 - ?、兵庫、牛尾梅吉の養子[1][2]、牛尾健治の養姉[3]）
- 息子、娘[2][3]

親戚
- 牛尾梅吉（牛尾合資会社代表社員、姫路水力電気社長、姫路銀行頭取、資産家）
- 牛尾健治（牛尾合資会社代表社員、中国合同電気、山陽商事各社長）